# Giulio Cesare Barozzi
Giulio Cesare Barozzi (Novellara, 3 marzo 1936) è un matematico italiano specializzato in didattica della matematica.

## Biografia
Dopo gli studi liceali a Reggio Emilia e la laurea in matematica all'Università di Modena (1958) con Bruno Pini, si è dedicato principalmente a questioni riguardanti l'analisi matematica, l'analisi numerica e soprattutto la didattica della matematica. È stato fra i primi in Italia a proporre l'utilizzo didattico degli strumenti informatici, dalle iniziali calcolatrici programmabili alle più evolute forme di multimedialità, senza però dimenticare i "pericoli" connessi alle nuove tecnologie. Ha scritto numerosi saggi su questo come sugli altri argomenti, impegnandosi anche nella traduzione di alcuni testi dal tedesco. La sua attività accademica si è svolta interamente all'Università di Bologna, prima all'istituto di matematica (dove ha insegnato calcoli numerici e grafici) e poi (dal 1977) alla facoltà di ingegneria, dove è stato professore ordinario di analisi matematica. Ha svolto lavori con il matematico Enrico Obrecht. Dal 2007 gli è stato conferito il titolo di professore emerito dello stesso ateneo.
In qualità di "esperto notevole" di matematica e di didattica, è stato membro della Commissione Italiana per l'Insegnamento della Matematica (che presiedette dal 1980 al 1986) e della Commissione Scientifica dell'Unione matematica italiana (di cui è stato vicepresidente), nonché presidente dell'Associazione per la Didattica con le Tecnologie (ADT). Fa parte della redazione delle riviste Archimede, Lettera Matematica Pristem e La matematica e la sua didattica, come pure del comitato scientifico del Bollettino dei docenti di matematica e di Cabrirrsae.
I suoi lavori recensiti su MathSciNet sono 19, con un totale di 6 citazioni.

## Opere principali
- Introduzione agli algoritmi dell'algebra lineare, Bologna, Zanichelli, 1976.
- Matematica per le scienze economiche e statistiche, con Corrado Corradi, Bologna, il Mulino, 1977. Nuove edizioni nel 1988 (Corso di matematica per le scienze economiche) e nel 1999 (Matematica generale per le scienze economiche).
- Procedimenti algoritmici nelle matematiche elementari, Bologna, Pitagora, 1978.
- Aritmetica: un approccio computazionale, Bologna, Zanichelli, 1987. Nuova edizione: Milano, Springer Verlag Italia, 2007. ISBN 978-88-470-0581-5 (consultabile anche su Google Libri).[11]
- Corso di analisi matematica, Bologna, Zanichelli, 1989. ISBN 88-08-11148-2.
- Matematica & Mathematica, con Piero Antognini, Bologna, Zanichelli, 1995. ISBN 88-08-08840-5.[12]
- Le calcolatrici grafiche nell'insegnamento della matematica, con Sebastiano Cappuccio, Bologna, Pitagora, 1997. ISBN 88-371-0891-5.
- Primo corso di analisi matematica, Bologna, Zanichelli, 1998. ISBN 88-08-01169-0.
- Storia fantastica de "L'algebra di Rafael Bombelli", con Anna Maria Arpinati, Giovanni Barbi, Umberto Bottazzini e Aurelia Orlandoni (a cura di), Bologna, IRRSAE, 2000. CD-ROM contenente un videogioco d'avventura in più livelli, secondo età e competenze dei giocatori.
- Matematica per l'ingegneria dell'informazione, Bologna, Zanichelli, 2001. Nuova edizione riveduta e aggiornata: 2007. ISBN 978-88-08-12546-0.
- Elementi di analisi matematica., vol. 1, con Giovanni Dore ed Enrico Obrecht, Bologna, Zanichelli, 2009. ISBN 978-88-08-06255-0. Consultabile anche on line.